# Seif Ben Maati
Seif Ben Maati, né le 17 mars 1994 à Menzel Temime, est un basketteur tunisien.

## Carrière
À l'été 2016, il rejoint le Club sportif des cheminots sous la forme d'un prêt. 
Le 24 décembre 2019, il rejoint le Stade nabeulien sous la forme d'un prêt.

## Clubs
- 2013-2016 : Club africain[1] (Tunisie)
- 2016-2017 : Club sportif des cheminots[2] (Tunisie)
- 2017-2019 : Club africain (Tunisie)
- 2019-2020 (6 mois) : Stade nabeulien[2] (Tunisie)
- 2020-2022 : Club africain (Tunisie)
- 2022-2023 : Clichy Basket Academy Paris (France, Ligue Régional 1)
- depuis 2023 : Amicale Laïque Voiron Basket (France, Ligue Régional 2)

## Palmarès
- Champion de Tunisie : 2014, 2015, 2016
- Coupe de Tunisie : 2014, 2015
- Coupe de la Fédération : 2017, 2018
- Médaille de bronze à la coupe d’Afrique des clubs champions 2014 ( Tunisie)